# HD 156668 b
HD 156668 b es un planeta extrasolar que orbita la estrella HD 156668 a 78,5 años luz de distancia en la constelación de  Hércules.
La masa mínima de este planeta es 4,15 veces la masa de la Tierra, y en el momento de ser descubierto era el segundo planeta menos masivo (tras el Gliese 581 e) descubierto por el método de la velocidad radial.